# Mark S. Manasse
Mark Steven Manasse ist ein US-amerikanischer Informatiker und Mathematiker, der sich mit algorithmischer Zahlentheorie beschäftigt.
Manasse studierte ab 1975 an der Harvard University (Bachelor 1978 „cum laude“) und an der University of Wisconsin–Madison, wo er seine Master-Abschlüsse in Mathematik (1979) und Informatik (1981) machte und 1982 bei Terence Millar in mathematischer Logik promovierte (Techniques and Counterexamples in Almost Categorical Recusive Model Theory). Als Post-Doktorand war er bei den Bell Laboratories und, nach einem Aufenthalt als Visiting Assistant Professor 1984 an der University of Chicago, ab 1985 bei DEC in Palo Alto (System Research Center Compaq Computer Corporation). Ab 2001 war er bei Microsoft Research in Mountain View.
Er befasste sich in seiner Industrietätigkeit zum Beispiel mit Speicherorganisation von Multiprozessor-Architekturen und damit zusammenhängend mit kompetitiven Algorithmen, Windows-Systemen, Verteiltem Rechnen, kryptographischen Protokollen für Micropayment (Milli Cent-Projekt, 1995) sowie syntaktischen Strukturen für große Dokumentenmengen im World Wide Web. Mit Arjen Lenstra, Hendrik Lenstra und John M. Pollard entwickelte er das Zahlkörpersieb zur Faktorisierung zusammengesetzter natürlicher Zahlen. Damit faktorisierten sie 1990 die neunte Fermat-Zahl, was die Stärke des Zahlkörpersiebs bestätigte, das im Lauf der 1990er Jahre die Vormachtstellung des quadratischen Siebs als stärkstes Verfahren ablöste. Bei DEC implementierte er auch in den 1980er Jahren mehrere Faktorisierungsalgorithmen (Multiple Polynomial Quadratic Sieve und Elliptic Curve) mit Arjen Lenstra in verteilten Rechnersystemen. Mit Verteiltem Rechnen gelang nach dieser Vorarbeit dann 1994 die Faktorisierung der 129-stelligen RSA-Challenge-Zahl (in über das World Wide Web vernetzten Rechnern, mit insgesamt acht Monaten Computerrechenzeit), die Martin Gardner in seiner Scientific-American-Kolumne 1976 für so gut wie unmöglich erklärt hatte.